# Parti social-démocrate de la justice
Pour les articles homonymes, voir Parti social-démocrate.
Le Parti social-démocrate de la justice (en ouzbek : Adolat Sotsial Demokratik Partiyasi ; ASDP), aussi appelé simplement Adolat, est un parti politique ouzbek. L'un des fondateurs et premier secrétaire-général du parti est Anvar Juraboev (en). C'est l'un des quatre partis qui agissent en tant qu'opposition pro-gouvernementale au Parti libéral-démocrate d'Ouzbékistan, le parti au pouvoir dans le pays.

## Idéologie
L'ASDP est un parti politique de centre gauche et occupe des positions similaires à celles du Parti démocratique populaire d'Ouzbékistan. Il promeut l'égalitarisme et la justice sociale, soutenant une économie sociale de marché et un État-providence universaliste.

## Résultats électoraux

### Élections présidentielles
| Élection | Candidat               | 1er tour | 1er tour | 2d tour | 2d tour | Résultat |
| Élection | Candidat               | Voix     | %        | Voix    | %       | Résultat |
| -------- | ---------------------- | -------- | -------- | ------- | ------- | -------- |
| 2007     | Dilorom Toshmuhamedova | 434 111  | 3,03     | –       | –       | Pas élu  |
| 2015     | Nariman Umarov         | 389 024  | 2,09     | –       | –       | Pas élu  |
| 2016     | Nariman Umarov         | 619 972  | 3,52     | –       | –       | Pas élu  |
| 2021     | Bahrom Abduhalimov     | 549 766  | 3,40     | –       | –       | Pas élu  |
| 2023     | Robakhon Makhmudova    | 693 634  | 4,47     | –       | –       | Pas élu  |

### Élections législatives
| Élection  | Sièges   | +/- | Rang |
| --------- | -------- | --- | ---- |
| 1999      | 11 / 250 | Nv  | 4e   |
| 2004-2005 | 10 / 120 | 1   | 5e   |
| 2009-2010 | 19 / 135 | 9   | 4e   |
| 2014-2015 | 20 / 150 | 1   | 4e   |
| 2019-2020 | 24 / 150 | 4   | 3e   |